# Данко Роев
Данко Роев (22 октомври 1935 г. – 27 октомври 2008 г.) е легендарен български треньор по футбол. Най-големите успехи в кариерата си постига с Академик (София). Като старши треньор има 374 мача в А група.

## Биография
Като футболист Роев играе за отборите на ВИФ „Георги Димитров“ и Спортист (Кремиковци). Отрано се отдава на треньорството. През сезон 1970/71 е помощник на Борислав Миленов в Академик (София).
Първите си стъпки в треньорската кариера прави като треньор в ДЮШ на ФК Сливнишки герой (Сливница), през 1965 година. за негово откритие може да се смяна легендата на Сливнишки герой, ФК Академик (София) и национален състезател Младен Василев-Махо.
През 1971 г. Роев е назначен за старши треньор на Академик. Под негово ръководство „студентите“ се утвърждават в горната половина на А група. Завършват на 5-о място през сезон 1972/73 и на 6-о през 1973/74. В края на 1974 г. Академик печели Балканската купа, като във финала успява да се справи с македонския Вардар (Скопие). През 1974/75 Роев отново извежда отбора до 5-ото място в първенството, а през следващия сезон 1975/76 възпитаниците му печелят бронзовите медали в А група и придобиват право на участие в Купата на УЕФА.
През есента на 1976 г., в 1-вия кръг от европейския турнир, Академик елиминира Славия (Прага) след загуба с 0:2 в Чехия и победа с 3:0 в София. Във 2-рия кръг „студентите“ се изправят срещу италианския гранд Милан. На 20 октомври 1976 г. Данко Роев напълно печели треньорския дуел срещу своя колега Джузепе Маркиоро, а възпитаниците му постигат победа с 4:3 срещу звездния тим, в чийто редици личат имената на Джани Ривера, Фабио Капело, Фулвио Коловати, Енрико Албертози. Академик е близо до чудото в реванша, но в крайна сметка отпада след загуба с 0:2.
През лятото на 1977 г. Роев напуска Академик и поема Пирин (Благоевград). Остава начело на „орлетата“ три сезона, в които отборът завършва съответно на 7-о, 9-о и 12-о място в А група.
През лятото на 1982 г. Роев е назначен за треньор на Славия (София), но се задържа на поста само 6 месеца до декември 1982.